# Sleepy Eye
Sleepy Eye ist ein Dorf im Brown County im US-Bundesstaat Minnesota. Das U.S. Census Bureau hat bei der Volkszählung 2020 eine Einwohnerzahl von 3.452 ermittelt.

## Geographie
Sleepy Eye liegt südlich des geographischen Zentrums von Minnesota am Ufer des Sleepy Eye Lake. Das Dorf liegt etwa 138 Kilometer südwestlich von Minneapolis und 179 Kilometer nordöstlich von Sioux Falls. Das Stadtgebiet hat eine Fläche von 5,1 km², wovon 0,7 km² Wasserfläche ist.

## Geschichte
Sleepy Eye wurde 1872 an einer Eisenbahnstrecke gegründet. Das Dorf bekam seinen Namen vom See, der den Norden und Westen des Dorfes einnimmt. Dieser wiederum erhielt seinen Namen nach dem Indianerhäuptling „Sleepy Eyes“ (Ish-Tak-Ha-Ba), der hier Ende der 1850er Jahre mit seinem Stamm siedelte. Ab etwa 1860 siedelten die ersten Weißen im heutigen Stadtgebiet. Von 1883 bis 1921 zog eine Getreidemühle viele Leute nach Sleepy Eye. Bekannt wurde Sleepy Eye auch durch die Fernsehserie „Unsere kleine Farm“ mit Michael Landon.

## Sehenswertes
- Sleepy Eye Lake – Ein See im Norden des Dorfes.
- Obelisk Monument – Unter dem die Knochen von Chief Sleepy Eye (ISH-TAK-HA-BA) begraben sind.

## Verkehr
Sleepy Eye liegt an der US-14. Außerdem besitzt das Dorf mit dem Sleepy Eye Municipal Airport einen eigenen Flughafen.

## Kirchen
- New Hope Community Church
- Calvary Baptist Church
- St. John's Evangelical Lutheran Church
- Apostolic Assembly Church
- St. Mary's Catholic Church
- Faith United Methodist Church
- Grace Evangelical Lutheran Church
- Trinity Lutheran Church